# Nie dla oka...
Nie dla oka... – debiutancki album studyjny polskiej aktorki i piosenkarki Agnieszki Włodarczyk, wydany 30 listopada 2007 przez wytwórnię My Music. Album promowały single: „Zawsze byłam”, do którego nagrano teledysk i „Bez makijażu”, do którego słowa napisała sama Włodarczyk. Na płycie znajduje się także m.in. utwór „Zamknij oczy”, nagrany w duecie z Krzysztofem Antkowiakiem oraz dwa covery „Brzydcy” i „Małe tęsknoty”, kolejno Grażyny Łobaszewskiej i Krystyny Prońko.
Materiał na płytę został nagrany w studiu S4. Produkcją i masteringiem zajął się Leszek Kamiński. Do pracy nad albumem zaangażowano muzyków, takich jak: Robert Janson, Krzysztof Antkowiak, Tofson, Bartosz „Tabb” Zielony i Dominik „Doniu” Grabowski. W chórkach zaśpiewali m.in. Sylwia Grzeszczak, Joanna Bicz i Krzysztof Antkowiak.
Nagrania dotarły do 21. miejsca zestawienia OLiS. 11 lutego 2009 album uzyskał status złotej płyty.

## Lista utworów
Opracowano na podstawie materiału źródłowego.
| Nr  | Tytuł                                      | Tekst                | Muzyka                                   | Producenci         | Czas  |
| --- | ------------------------------------------ | -------------------- | ---------------------------------------- | ------------------ | ----- |
| 1.  | „Bez makijażu”                             | Agnieszka Włodarczyk | Joanna Bicz, Tofson                      | Tofson             | 3:43  |
| 2.  | „Zawsze byłam”                             | Marcin Piotrowski    | Robert Janson                            | Robert Janson      | 3:45  |
| 3.  | „Pokochać ciszę”                           | Marcin Piotrowski    | Tabb, Sylwia Grzeszczak                  | Tabb               | 4:01  |
| 4.  | „Niepotrzebny”                             | Marcin Piotrowski    | Dominik Grabowski                        | Dominik Grabowski  | 3:41  |
| 5.  | „Wróć”                                     | Piotr Bukartyk       | Krzysztof Antkowiak                      | Tofson             | 4:13  |
| 6.  | „Zamknij oczy” (feat. Krzysztof Antkowiak) | Marcin Piotrowski    | Joanna Bicz, Przemysław Zalewski, Tofson | Tofson             | 3:52  |
| 7.  | „Spokój”                                   | Marcin Piotrowski    | Dominik Grabowski                        | Dominik Grabowski  | 3:25  |
| 8.  | „Odnajdę siebie”                           | Marcin Matuszewski   | Robert Janson                            | Robert Janson      | 3:31  |
| 9.  | „Brzydcy”                                  | Jan Wołek            | Krzysztof Ścierański                     | Tabb               | 3:18  |
| 10. | „Powiedz jej”                              | Piotr Bukartyk       | Robert Janson                            | Robert Janson      | 3:33  |
| 11. | „Małe tęsknoty”                            | Wojciech Trzciński   | Andrzej Mogielnicki                      | Dominik Grabowski  | 2:43  |
|     |                                            |                      |                                          | Całkowita długość: | 38:33 |